# BBV152
BBV152 (proizvođačkog naziva Covaxin) je inaktivisana vakcina bazirana na virusu kovid 19 koju je razvio Bharat Biotech u saradnji sa Indijskim savetom za medicinska istraživanja - Nacionalnim institutom za virusologiju.
Od oktobra 2021. godine, 110,6 miliona ljudi u Indiji je primilo Covaxin. Svetska zdravstvena organizacija (SZO) je 3. novembra 2021. godine odobrila vakcinu za hitnu upotrebu.

## Medicinska upotreba
Vakcina se generalno smatra efikasnom ako je procena ≥50% sa >30% donjom granicom od 95% intervala poverenja. Generalno se očekuje da će se efikasnost tokom vremena polako smanjivati.
| Doza | Ozbiljnost bolesti | SARS-CoV-2 Delta |
| ---- | ------------------ | ---------------- |
| 1    | Simptomatično      | −1% (−51 to 33%) |
| 1    | Hospitalizacija    | Nije prijavljeno |
| 2    | Simptomatično      | 50% (33–62%)     |
| 2    | Hospitalizacija    | Nije prijavljeno |

### Efikasnost
Kliničko ispitivanje faze III sprovedeno sa 25.798 učesnika pokazalo je da je vakcina:
- 64% (95% CI, 29–82%) efikasna protiv asimptomatskih slučajeva,
- 78% (65–86%) efikasna protiv simptomatskih bolesti,
- 93% (57–100% ) efikasan protiv teškog oblika kovida 19
- 65% (33–83%) efikasan protiv Delta varijante koronavirusa.[7]

## Proizvodnja
Kao inaktivisana ili mrtva vakcina, BBV152 koristi tradicionalniju tehnologiju koja je slična inaktiviranoj polio vakcini. Indijski Nacionalni institut za virusologiju je prvobitno izolovao uzorak SARS-KoV-2 i koristio ga za uzgoj velikih količina virusa pomoću vero ćelija, izolovanih iz bubrega zdravog odraslog afričkog zelenog majmuna (Cercopithecus aethiops). Potom su, virusi natopljeni beta-propiolaktonom, koji ih deaktivira vezivanjem za njihove gene, dok druge virusne čestice ostavlja netaknutim. Dobijeni inaktivisani virusi se zatim mešaju sa adjuvansom na bazi aluminijuma  (Alhydroxiquim-II).
Kandidat za vakcinu se proizvodi na Bharat Biotech-ovom internoj platformomi za proizvodnju vero ćelija  koja ima kapacitet da isporuči oko 300 miliona doza.
Kompanija je trenutno u procesu izgradnje druge fabrike u svom pogonu Genome Vallei u Hajderabadu za proizvodnju Covaxina. Firma u saradnji sa Vladom Odiše osniva još jedan objekat u Odisha Biotech Park-u u Bubanešvaru da bi započela proizvodnju Covaxina do juna 2022. godine.
U decembru 2020. godine, Ocugen je ušao u partnerstvo sa Bharat Biotechom radi zajedničkog razvoja i ekskluzivne komercijalizacije Covaxina na tržištu SAD;  u junu 2021. godine, partnerstvo je prošireno i na Kanadu.
U januaru 2021. godine Precisa Med je sklopila ugovor sa Bharat Biotechom o snabdevanju Covaxinom Brazil.
U maju 2021, godine  Haffkine Bio-Pharmaceutical Corporation Limited iz Instituta Haffkine sklopila je memorandum o razumijevanju (MoU) sa Bharat Biotechom i objavila da će njihova proizvodnja Covaxin-a početi nakon što dobiju podršku vlade države Maharaštra i odobrenje indijske vlade. dok je Indian Immunologicals Limited (IIL) potpisala komercijalni ugovor sa Bharat Biotechom za proizvodnju lekovite supstance, kritične komponente vakcine[ Bharat Immunologicals and Biologicals Corporation (BIBCOL) će takođe proizvoditi vakcinu.

## Istorija

### Klinička ispitivanja

#### Faza I i II ispitivanja
U maju 2020, Nacionalni institut za virusologiju Indijskog saveta za medicinska istraživanja (ICMR) odobrio je i obezbedio sojeve virusa za razvoj potpuno autohtone vakcine protiv COVID-19. U junu 2020, kompanija je dobila dozvolu za sprovođenje Faze I i Faze II ispitivanja na ljudima razvojne vakcine protiv COVID-19 kodnog naziva BBV152, od Generalnog kontrolora za droge Indije (DCGI), Vlada Indije. Indijski savet za medicinska istraživanja odabrao je ukupno 12 lokacija za randomizovana, dvostruko slepa i placebom kontrolisana klinička ispitivanja kandidata za vakcinu u fazi I i II.
U januaru 2021. kompanija je objavila rezultate ispitivanja prve faze u časopisu The Lancet. Dana 8. marta 2021, rezultati faze II objavljeni su u časopisu The Lancet. Studija je pokazala da su ispitivanja faze II imala veći imuni odgovor i indukovanu reakciju T-ćelija zbog razlike u režimu doziranja u odnosu na fazu I. Doze u fazi II davane su u intervalu od 4 nedelje za razliku od 2 nedelje u fazi I. Neutralizacija Utvrđeno je da je odgovor vakcine značajno veći u fazi II.

#### Faza III ispitivanja
U novembru 2020, Covakin je dobio odobrenje za sprovođenje Faze III ispitivanja na ljudima nakon završetka Faze I i II. Randomizovana, dvostruko zaslepljena, placebo kontrolisana studija među volonterima starosne grupe 18 i više, počela je 25. novembra i uključivala je oko 26.000 volontera iz 22 lokacije u Indiji. Stopa odbijanja za studije faze III bila je mnogo veća od one za fazu I i fazu II. Kao rezultat toga, samo 13.000 dobrovoljaca je regrutovano do 22. decembra, a broj se povećao na 23.000 do 5. januara.
Višestruko kršenje etike je prijavljeno na jednom od njihovih lokacija za ispitivanje u Bopalu, što potencijalno ometa kvalitet ukupnih podataka.

#### Faza IV ispitivanja
U junu 2021, Bharat Biotech je najavio početak ispitivanja faze IV kako bi se procenila efektivnost vakcine u stvarnom svetu. Studija efikasnosti i studija o neodlučnosti u zdravstvenim radnicima Maks grupe bolnica u Nju Delhiju iz Covakin i Covishied je u fazi ispitivanja.

#### Ispitivanje na maloletnicima
U maju 2021, Generalni kontrolor za lekove Indije (DCGI) je odobrio klinička ispitivanja u starosnoj grupi od 2 do 18 godina. Ispitivanja se sprovode u AIIMS Delhiju i Patni. U AIIMS Patna je bilo prijavljeno čak 54 dece. Ukupno 525 učesnika je uključeno u studiju prema podacima kliničkog ispitivanja.

#### Varijante
U decembru 2020. godine, Alfa varijanta ili linija B.1.1.7, identifikovana je u UK. Sprovedena je in vitro studija o ovoj varijanti i preliminarni rezultati pokazuju da je Covakin efikasan u neutralisanju ovog soja.
U aprilu 2021, Indijski savet za medicinska istraživanja izvestio je da je vakcina pokazala obećavajuće rezultate u neutralisanju loze B.1.617.
U maju 2021, zajedničko istraživanje naučnika Nacionalnog instituta za virusologiju (NIV) Indije, pokazalo je da je vakcina efikasna u neutralisanju Zeta varijante ili loze P.2 (ranije poznata kao B.1.1.28).
U junu 2021, grupa istraživača na Nacionalnom institutu za virusologiju (NIV) Indija, prikupila je serume od oporavljenih pacijenata i ljudi koji su primili Covakin. Oni su otkrili da je vakcina efikasna u neutralisanju Delta (B.1.617.2) i Beta (B.1.351) varijanti. Kasnije je američki Nacionalni institut za zdravlje takođe odobrio nalaze u kojima je korišćeni adjuvans razvijen zajedno uz finansiranje NIH-a.

## Ovlašćenja
Dana 6. decembra 2020, Bharat Biotech se obratio Glavnom kontroloru lekova Indije (DCGI), tražeći odobrenje za hitnu upotrebu. To je bila treća firma posle Serum Institute of India i Pfizer-a koja se prijavila pod takvom odredbom.
Dana 2. januara 2021, Centralna organizacija za kontrolu standarda droga (CDSCO) preporučila je dozvolu, koja je data sledećeg dana. Covakin je trebalo da se koristi u „režimu kliničkog ispitivanja“, tj. javna vakcinacija je trebalo da bude otvoreno kliničko ispitivanje sa jednom rukom. Ovo hitno odobrenje, dato bez uzimanja u obzir podataka ispitivanja faze III koji se tiču efikasnosti i bezbednosti, izazvalo je široku kritiku. 12. oktobra 2021, Bharat Biotech-ov Covakin je odobren za upotrebu kod dece između 2 i 18 godina.

### Drugi narodi
Vakcina je takođe odobrena za upotrebu u hitnim slučajevima u Iranu i Zimbabveu. Nepal je odobrio EUA za Covakin 19. marta 2021. Meksiko je 7. aprila dao hitno odobrenje za Covakin. Filipini su 19. aprila 2021. odobrili EUA kompaniji Covakin. Pored toga, Covakin je dobio EUA u Gvatemali, Nikaragvi, Gvajani, Venecueli i Bocvani.
Brazilski zdravstveni regulator Anvisa odbio je 31. marta zahtev Bharat Biotech-a za snabdevanje Covakinom u zemlji zbog nepoštovanja proizvodnih normi. Bharat Biotech je izjavio da će se ponovo prijaviti nakon što ispune uslove. Anvisa je 4. juna odobrila izuzetan uvoz Covakina, namećući uslove koji ga ograničavaju uglavnom na zdrave odrasle osobe i ograničavajući ga na samo 1% stanovništva zemlje kako bi upravljali rizicima kroz kontrolu i nadzor neželjenih efekata. Anvisa je kao glavnu zabrinutost naveo nepotpunu studiju faze III, kratko praćenje od 45 dana, koje bi trebalo da traje 60 dana da bi se ispunio međunarodni konsenzus, i novi imidazohinolinski adjuvans koji može povećati šanse za razvoj autoimune bolesti. Brazilski regulatori su 30. juna suspendovali sporazum i federalni tužioci su pokrenuli istragu o njemu kako bi ispitali optužbe za neregularnost. Anvisa je otkazala tekuće kliničko ispitivanje vakcine 26. jula i suspendovala privremenu dozvolu i dozvolu za uvoz i distribuciju 27. jula.
Mauricijus je 18. marta 2021. dobio prvu komercijalnu zalihu Covakina.
Paragvaj je 29. marta 2021. primio 100.000 doza Covakina.
U junu 2021. Argentina se složila da kupi 10 miliona doza Covakina i da ih daje svojim građanima.
Svetska zdravstvena organizacija (SZO) je 3. novembra 2021. potvrdila vakcinu za hitnu upotrebu.

## Spoljašnje veze
Mediji vezani za članak BBV152 na Vikimedijinoj ostavi

|  | Molimo Vas, obratite pažnju na važno upozorenje u vezi sa temama iz oblasti medicine (zdravlja). |